# Euonymus cochinchinensis
Euonymus cochinchinensis är en benvedsväxtart som beskrevs av Pierre. Euonymus cochinchinensis ingår i släktet Euonymus och familjen Celastraceae. Inga underarter finns listade.